# 聖安東尼奧 (加利福尼亞州)
聖安東尼奧（英語：San Antonio）是位於美國加利福尼亞州馬林縣的一個非建制地區。該地的面積和人口皆未知。

## 地理
聖安東尼奧的座標為38°11′02″N 122°35′29″W / 38.18389°N 122.59139°W，而該地的平均海拔高度為17米（即56英尺）。